# Chamir
Der Chamir (kasachisch Хамир өзені; russisch Хамир) ist ein rechter Nebenfluss der Buchtarma in Ostkasachstan im südwestlichen Altai.
Der Chamir entspringt am Südhang des Cholsun-Gebirgszugs in etwa 2100 m Höhe. Er fließt anfangs entlang dem Gebirgskamm nach Südosten, wendet sich dann aber nach Westsüdwest. Er nimmt den Tegerek, seinen wichtigsten Nebenfluss, von rechts auf. Der Chamir fließt entlang der Südostflanke des Ulba-Kamms. Im Unterlauf fließt er nach Süden und mündet schließlich bei der Siedlung Putinzewo in die Buchtarma. 10 km südlich der Mündung liegt die Stadt Syrjanowsk. Der Chamir hat eine Länge von 72 km. Er entwässert ein Areal von 1050 km².